# Jan van Abroek

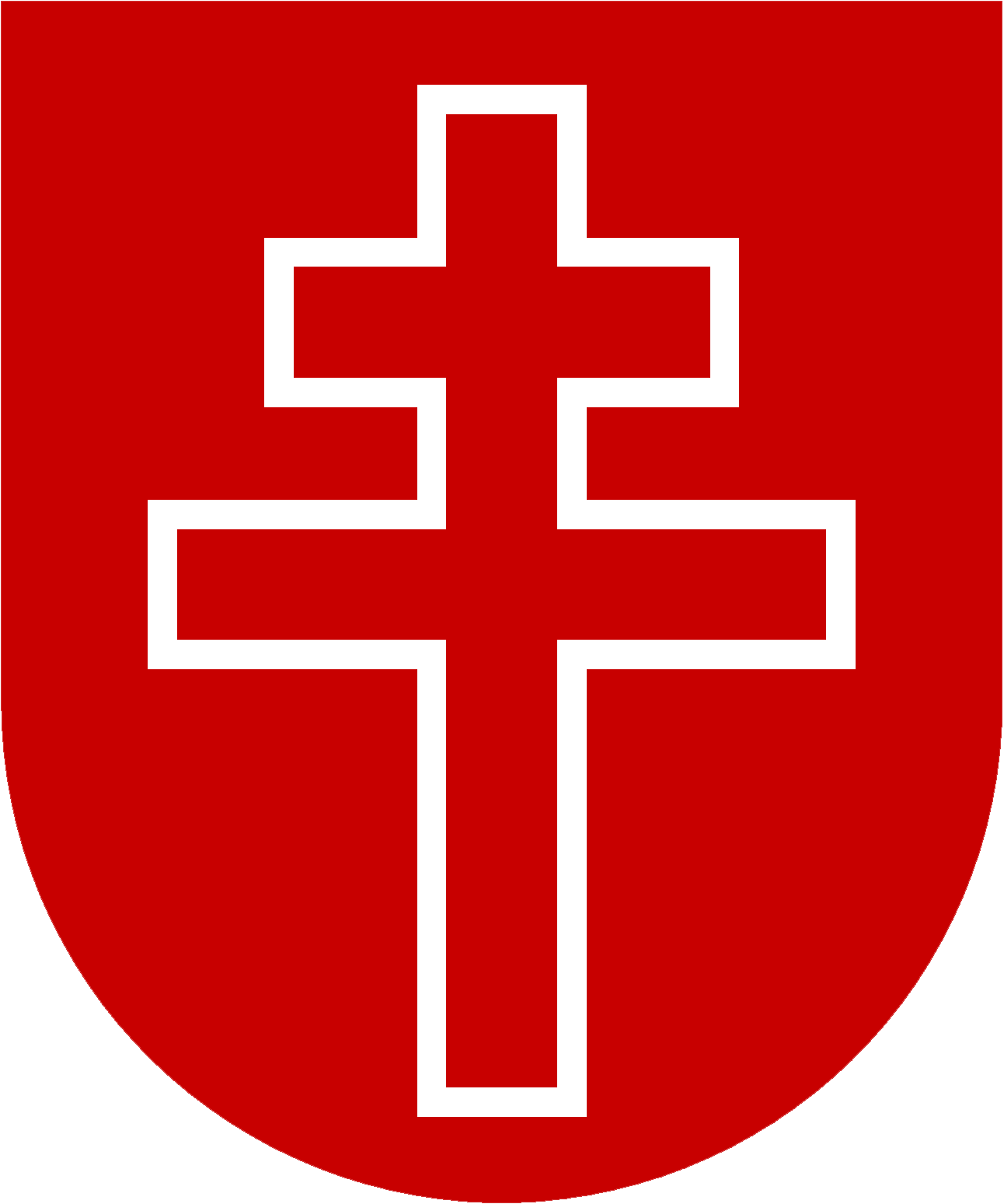
Het kruis van de kloosterorde

Jan van Abroek (Beek, 1440 – Hoogcruts, 6 april 1510) was een kanunnik in de Orde van het Heilig Graf. Hij wordt gezien als een belangrijk hervormer omdat hij nieuwe kloosters stichtte. Verschillende kloosters in Europa zijn op zijn hervormingen gebaseerd.
Het eerste klooster voor kanunnikessen in de Lage Landen werd in 1480 gesticht te Kinrooi door Jan van Abroek van het klooster van Sint Odiliënberg. Het wordt gezien als de bakermat van de congregatie der Reguliere Kanunnikessen van het Heilig Graf in West-Europa.